# Michel Dorange
 (avril 2021).
La mise en forme du texte ne suit pas les recommandations de Wikipédia : il faut le « wikifier ».
Les points d'amélioration suivants sont les cas les plus fréquents. Le détail des points à revoir est peut-être précisé sur la page de discussion.
- Les titres sont pré-formatés par le logiciel. Ils ne sont ni en capitales, ni en gras.
- Le texte ne doit pas être écrit en capitales (les noms de famille non plus), ni en gras, ni en italique, ni en « petit »…
- Le gras n'est utilisé que pour surligner le titre de l'article dans l'introduction, une seule fois.
- L'italique est rarement utilisé : mots en langue étrangère, titres d'œuvres, noms de bateaux, etc.
- Les citations ne sont pas en italique mais en corps de texte normal. Elles sont entourées par des guillemets français : « et ».
- Les listes à puces sont à éviter, des paragraphes rédigés étant largement préférés. Les tableaux sont à réserver à la présentation de données structurées (résultats, etc.).
- Les appels de note de bas de page (petits chiffres en exposant, introduits par l'outil «  Source ») sont à placer entre la fin de phrase et le point final[comme ça].
- Les liens internes (vers d'autres articles de Wikipédia) sont à choisir avec parcimonie. Créez des liens vers des articles approfondissant le sujet. Les termes génériques sans rapport avec le sujet sont à éviter, ainsi que les répétitions de liens vers un même terme.
- Les liens externes sont à placer uniquement dans une section « Liens externes », à la fin de l'article. Ces liens sont à choisir avec parcimonie suivant les règles définies. Si un lien sert de source à l'article, son insertion dans le texte est à faire par les notes de bas de page.
- La présentation des références doit suivre les conventions bibliographiques. Il est recommandé d'utiliser les modèles {{Ouvrage}}, {{Chapitre}}, {{Article}}, {{Lien web}} et/ou {{Bibliographie}}. Le mode d'édition visuel peut mettre en forme automatiquement les références.
- Insérer une infobox (cadre d'informations à droite) n'est pas obligatoire pour parachever la mise en page.

Pour une aide détaillée, merci de consulter Aide:Wikification.
Si vous pensez que ces points ont été résolus, vous pouvez retirer ce bandeau et améliorer la mise en forme d'un autre article.
Michel Dorange, né le 22 février 1917 à Saint-Servan (Ille-et-Vilaine), France et mort le 15 mai 1987 à Nice, France, est un militaire, homme politique, député et ministre de l'intérieur de Haute-Volta.

## Biographie
Le capitaine Michel Dorange est né le 22 février 1917 à Saint-Servan en Ille-et-Vilaine, France. Il est le fils de Georges Dorange, avocat et de madame, née Marie Guillebert de Govin. Il est issu d’une très vieille famille bretonne.   
Le capitaine Michel Dorange est une personnalité politique marquante de Haute-Volta de 1947 à 1962,,. Il œuvre toute sa vie pour la dignité des voltaïques,.   
Diplômé de l'école militaire de Saint-Cyr en 1939, il mène des Tirailleurs Sénégalais sur le front durant la seconde guerre mondiale. Ceux-ci sont en réalité originaires de Haute-Volta et issus principalement de l'ethnie Yadga du Yatenga, l'un des quatre royaumes mossi de Haute-Volta (actuel Burkina Faso), dont le chef-lieu se trouve à Ouahigouya. Michel Dorange est blessé au combat et laissé pour mort en première ligne. C'est l'un de ces tirailleurs sénégalais, Monsieur Sawadogo Sibdapalemdé, qui lui sauve la vie en récupérant son corps sous le feu de l'ennemi.  
La guerre terminée, le capitaine Michel Dorange s'installe en 1945 à Ouahigouya. Il constate que les anciens tirailleurs et leurs orphelins sont abandonnés par la France. La suite de sa carrière va naître de ce « scandale du fait colonial ». Il se consacre à la défense des anciens combattants et de leurs familles en occupant des fonctions politiques en Haute-Volta. Élu tour à tour conseiller territorial, conseiller de l’Union française, ministre de l’intérieur du premier gouvernement voltaïque par la loi-cadre Defferre, député, le capitaine Dorange fonde le Mouvement démocratique voltaïque (M.D.V.) avec le prince Gérard Kango Ouédraogo, né en 1925, fils du Régent du Yatenga. Ce parti obtient 23,36% des suffrages lors des Élections territoriales de 1957 en Haute-Volta. Au Yatenga, le noyau d'anciens combattants constitué autour du capitaine Dorange participe au Rassemblement pour la France (R.P.F.),, d'obédience officiellement gaulliste et coloniale mais dont des observateurs qualifient la fibre locale de « dorangisme révolutionnaire » et de « communisme ».   
Le dorangisme va contribuer au démantèlement des terres royales et à la lutte contre la hiérarchie traditionnelle sous l'impulsion des anciens combattants. Sur le plan social, Michel Dorange est un défenseur constant des anciens combattants dont il va établir un recensement, ainsi que des veuves et des orphelins de guerre. Les démarches pour obtenir le statut de soldat, une pension de retraite ou le statut de pupille de la nation doivent se faire par écrit et c'est l'administration Dorange qui accompagne ces démarches. Les orphelins vont être scolarisés.  
Le capitaine Dorange est expulsé de la Haute-Volta en 1962 dans le courant de la proclamation de la République de Haute-Volta par le Président Maurice Yaméogo. Le conseiller spécial du Président, Monsieur Michel Lajus, s'était toujours opposé à Michel Dorange sur la politique territoriale et le rôle des chefferies traditionnelles. Le premier ayant une position conservatrice sur les chefferies, en application des directives françaises, contrairement au second. Michel Dorange a consacré ses dernières années, malgré la maladie, à l’éducation, à ses frais, de plusieurs jeunes Africains, orphelins des guerres coloniales.  
Il meurt le 15 mai 1987 à Nice, en France.  
Conformément à ses dernières volontés, le capitaine Michel Dorange a été inhumé dans la plus stricte intimité le 8 juillet 1988 au cimetière de Peela à Ouahigouya (Secteur 13), Burkina Faso.  
Ce n'est qu'en 2006, que la prise de conscience des « discriminations et les dénis de justice » dont ont fait l'objet les tirailleurs sénégalais se fait jour au sein des plus hautes instances politiques françaises.

## Carrière
- Élève à l’École spéciale militaire de Saint-Cyr : 1937-1939 , puis carrière militaire dans les troupes coloniales
- Chef de bataillon d’infanterie coloniale
- Lieutenant-colonel des troupes de Marine
- Conseiller général de la Haute –Volta : 1947-1957
- Conseiller de l’Union française , pour la Haute-Volta : 1948-1958
- Ministre de l’intérieur de la Haute-Volta : 10 mai 1957-25 janvier 1958
- Membre du conseil économique et social de la République française , au titre de la Haute-Volta : 1959-1960

## Distinction
Michel Dorange est Chevalier de la légion d’honneur et Croix de guerre 1938-1945.